# Ophryophryne
Ophryophryne és un gènere d'amfibis anurs de la família Megophrydae que es distribueixen pel nord de Tailàndia, el nord i est de Laos, el nord del Vietnam i el sud de la Xina.

## Taxonomia
- Ophryophryne gerti
- Ophryophryne hansi
- Ophryophryne microstoma
- Ophryophryne pachyproctus